# Chiesa dei Morti (Urbania)
La chiesa dei Morti, già Cappella Cola, è un oratorio situato ad Urbania, nelle Marche.

## Storia
Risalente alla fine del XIV secolo, quando fu eretta in stile romanico, poi modificata successivamente con inserti gotici (portale). Verso la metà del XVI secolo divenne sede della confraternita di San Giovanni Decollato, per iniziativa del sacerdote Giulio Tolomei; i capitoli furono approvati dal cardinal Giulio Della Rovere, stabilendo che i confratelli sarebbero dovuti essere centoventi ed i compiti della congregazione. Tali compiti riguardavano il trasporto gratuito dei morti e l'assistenza agli infermi ed ai condannati a morte, inoltre dovevano tenere appositi registri dei defunti e distribuire l'elemosina ai poveri. La confraternita, che poi assunse il nome della buona morte, è una di quelle dalla fondazione più recente nell'ambito durantino.

## Descrizione
La facciata esterna si è mantenuta nella sua veste gotica medievale, sulla quale emerge il portale ogivale e strombato in pietra rosa. In asse con questo al centro, si trova nella parte alta, un oculo. La facciata si presenta divisa in due, la parte inferiore è in pietra rosa a vista, con tracce di un antico porticato scomparso; mentre la parte superiore è in laterizi a vista, scandita da tre arcate in lieve aggetto.
L'interno è frutto di una ristrutturazione, avvenuta probabilmente tra XVII e XVIII secolo. È composto da un'aula unica quadrilatera e con volta a specchio, interrotta sui lati da lunette (una per lato). Notevole la pala dell'unico altare, raffigurante la Decollazione di san Giovanni Battista, opera probabile di Giustino Episcopi (1560). Dietro alla parete di fondo, si trova una cappella in cui sono disposte a semicerchio diciotto teche contenenti mummie (sei femmine e dodici maschi) datate tra il '600 e l''800 perfettamente conservate, naturalmente, senza processi antecedenti di mummificazione.
Questo fenomeno (come avvenuto anche per le mummie di Venzone) si ipotizza sia stato reso possibile grazie ad un fungo (Hypha bombycina) con proprietà antibiotiche e battericide. Le salme, di conseguenza, non si sono decomposte, ma lentamente disidratate fino ad essiccarsi.